# 오가사와라 나가토키
오가사와라 나가토키(일본어: 小笠原 長時, 1514년 11월 9일 ~ 1583년 4월 17일)는 시나노의 센고쿠 다이묘이다. 후추 오가사와라 가문 제17대 당주, 시나노 하야시 성주이다.

## 생애
에이쇼 11년(1514년) 10월 23일, 오가사와라 나가무네의 장남로 태어난다. 다이에이 6년(1526년) 11월 5일, 13세로 성인식을 한다. 가독을 이은 것은 덴분 10년(1541년)에 일이다. 아버지 나가무네가 출가 했을 때라 생각된다. 사실 이 해즈음부터 도슈로서 오가사와라군을 이끌었다. (아버지 나가무네가 사망한 때는 덴분 11년(1542년)이다.)
다케다 하루노부가 시나노 공략을 개시하자, 반 다케다세력과 손을 잡고 하루노부의 시나노 공략에 저항하지만, 패한다.
덴분 17년(1548년) 2월 우에다하라 전투에서 다케다군이 무라카미 요시키요에 패해 퇴각하자, 7월에 스와군으로 침공한다. 그리고, 시오지리고개로 진격해 다케다군과 싸우지만, 가신의 배신과 다케다측의 요격에 시오지리고개 전투에서 대패한다. 그리고, 하루노부에 의해 영지에서도 쫓겨나, 다이묘로서 오가사와라 씨는 일시 멸망한다.
그 후, 나가토키는 무라카미 요시키요, 다음에는 우에스기 겐신을 의지한다. 그리고, 동족으로 있는 미요시 나가요시를 의지해 상경하고, 쇼군 아시카가 요시테루의 기마술 사범으로 근무한다.
그러나, 에이로쿠 6년(1564년) 나가요시가 병사하고, 에이로쿠 7년(1565년) 쇼군 요시테루가 암살되었다. 게다가 에이로쿠 11년(1568년) 오다 노부나가의 상경전으로 미요시씨가 몰락했기 때문에 다시금 우에스기 겐신을 의기하게 된다.
덴쇼 6년(1578년) 겐신 사후 에치고를 떠나 유량한 끝에, 덴쇼 11년(1583년) 2월 25일, 아이즈(현재 후쿠시마현)의 아시나 모리우지의 보호아래 서거한다. 향년 70세.

## 인물, 일화
- 무로마치 시대 초기(난보쿠초 시대)부터 오가사와라 가문은 명문이라는 인식이 이상할 정도로 강했다. 게다가 나가토키는 무용만이라면 다케다 신겐 못지않았다. 하지만, 이런 것을 믿고 오만에 빠져서, 가신들의 의견을 그다지 듣지 않는다. 그래서 시오지리고개 전투와 생애 마지막날까지 가신의 배신을 초래하고 말았다.
- 다케다 신겐을 주역으로한 소설, 드라마 등에서 항상 등장하는 인물이지만, 신겐을 돋보이게 하는 역할로 많이 나오는 무장이다.

## 가계
- 증조부: 오가사와라 나가토모 - 후추 오가사와라 가문 제14대 당주
  - 조부: 오가사와라 사다토모 - 후추 오가사와라 가문 제15대 당주
  - 조모: 운노 유키타카의 딸
    - 아버지: 오가사와라 나가무네 - 후추 오가사와라 가문 제16대 당주
    - 어머니: 우라노 단쇼노추의 딸
      - 부인: 니시나 모리요시의 딸
        - 아들: 오가사와라 나가타카 - 센고쿠 무장
        - 아들: 오가사와라 사다쓰구
        - 아들: 오가사와라 사다요시 - 후추 오가사와라 가문 제18대 당주

| 전임 오가사와라 나가무네 | 제17대 후추 오가사와라 가문 당주 1541년 ~ 1579년 | 후임 오가사와라 사다요시 |